# Ibrahim Amini
Pour les articles homonymes, voir Amini.
Ibrahim Amini (en persan : ابراهیم امینی), né le 30 juin 1925 à Nadjafabad (province d'Ispahan) et mort le 24 avril 2020 à Qom (province de Qom), est un faqîh chiite duodécimain et un homme politique iranien. 
L'ayatollah Ibrahim Amini est représentant à l'Assemblée des experts et l'imam temporaire de la prière du vendredi à Qom et un membre de la hawza de Qom,.
En mai 2016, Ibrahim Amini est candidat à la présidence de l'Assemblée des experts, soutenu par le modéré Hachemi Rafsandjani. Il est battu par l'ayatollah ultra-conservateur Ahmad Jannati qui obtient 51 des 86 voix, contre 21 pour Amini, candidat « réformateur » et 13 voix pour l'ayatollah conservateur Mahmoud Hashemi Shahroudi,.

## Biographie
Ebrahim Haji Amini Najaf Abadi est né à Nadjafabad, le 30 juin 1925, où il termine ses études primaires à Nadjafabad, avant d'entrer au séminaire d'Ispahan. Il a étudié la littérature arabe et des livres sur le niveau, la logique, les principes et la jurisprudence.
Il meurt du Covid-19 lors de la pandémie de 2020 qui affecte particulièrement l'Iran.

## Principaux ouvrages
- Le Coffre des secrets
- L'Imamat et les Imams (paix sur eux)
- La Prophétie et le Prophète de l’Islam
- Ce que tout le monde est censé connaître[5]